# Ромеро, Хосе Рубен
Хосе́ Рубе́н Роме́ро (исп. José Rubén Romero; 25 сентября 1890 года, Котиха-де-ла-Пас, Мичоакан — 4 июля 1952 года, Мехико) — мексиканский писатель, дипломат и член Мексиканской академии языка.

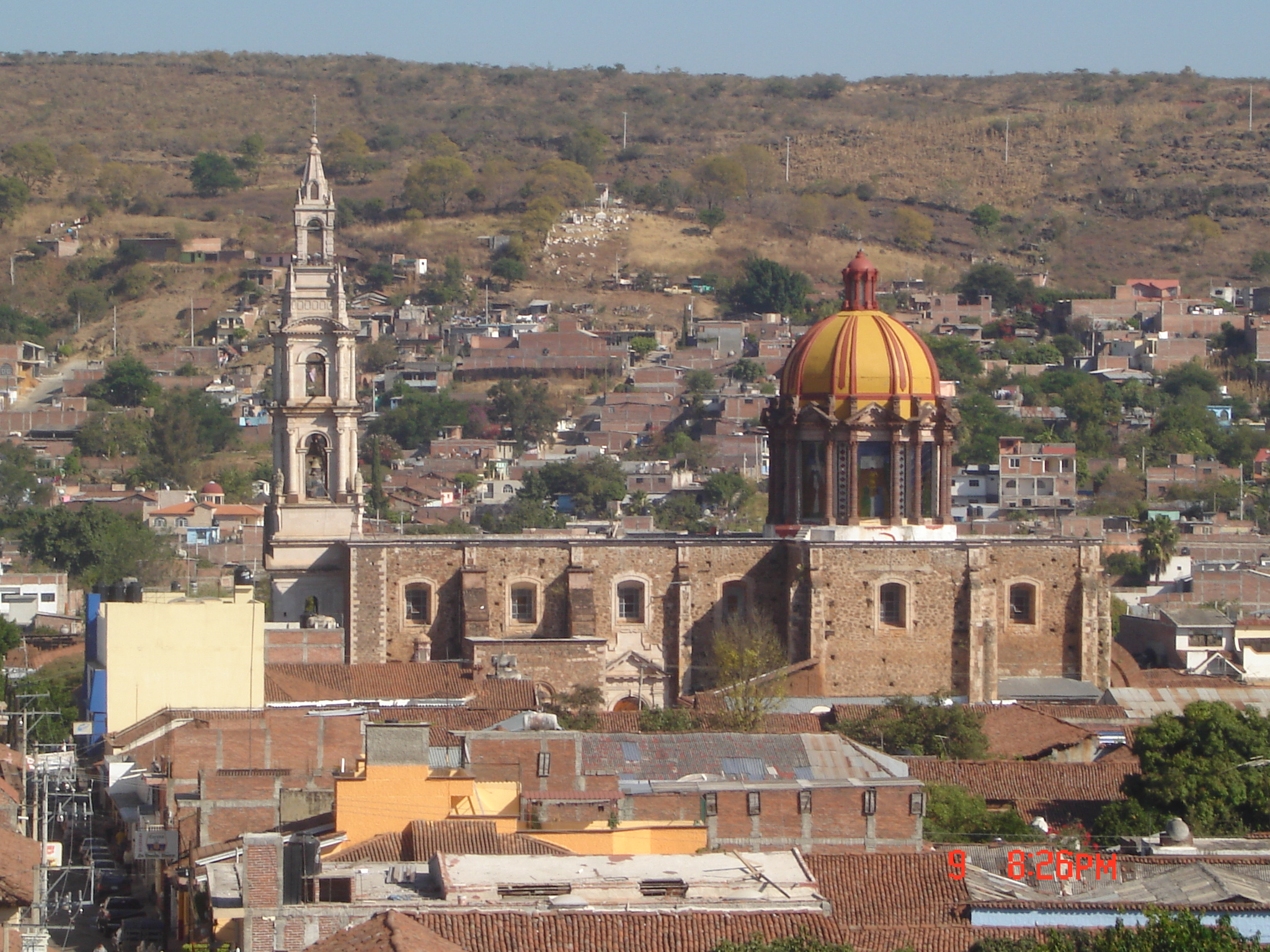
Котиха-де-ла-Пас

## Биография
Родился 25 сентября 1890 года в Котиха-де-ла-Пас в мексиканском штате Мичоакан. С детства любил поэзию, литературу. В юности он развил вкус к поэзии и литературе. Он был большим поклонником мексиканского поэта- модерниста Амадо Нерво.

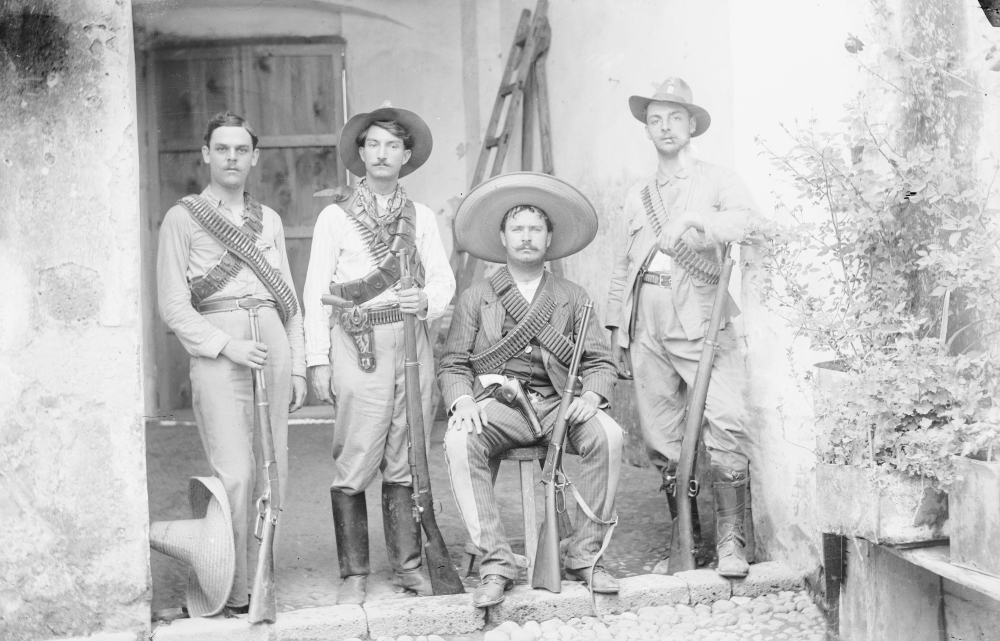
Участники Мексиканской революции 1910—1917 гг.

Первая публикация Хосе Рубена Ромеро появилась 2 ноября 1902 года в газете El panteón. Он также сотрудничал с некоторыми газетами штата Мичоакан, такими как Iris , El Buen Combate, La Actualidad (1906), El Telescopio и Flor de Loto (1909). Рубен вошел в контакт с другими морелианскими поэтами, которые назвали его членом своего атенеума (неофициальное творческое объединение). Он сочувствовал восстанию Франсиско Мадеро (1873—1913) против диктатуры Порфирио Диаса. В 1910 году он пополнил ряды сторонников Мадеро. В том же году он был назначен личным секретарем губернатора Мичоакана, что позволило ему лично встречаться с президентом Франсиско Мадеро (1911—1913).
18 февраля 1913 года генерал Викториано Уэрта (герой песни «Кукарача») совершил переворот против Мадеры, узурпировал власть и стал Временным президентом Мексики (1913—1914). Ромеро был арестован за стихи, обличающие убийц Франсиско I Мадеро. В период правления Викториано Уэрты в 1914 году ему грозил расстрел.
В 1913—1915 годы Ромеро жил в Пацкуаро, где занимался коммерцией. Затем он жил в Мехико, Такамбаро , Санта-Клара-дель-Кобре , Морелии и других местах.

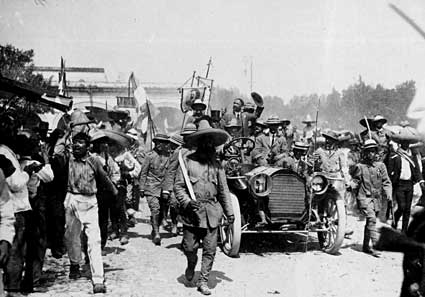
Мадеро в Гуэрноваке

В 1920 году Ромеро был назначен генеральным инспектором связи. В 1921 году при Президенте Альваро Обрегоне (1920—1924) он был назначен заведующим рекламным отделом министерства иностранных дел.
В 1930 году Президентом Республики Паскуалем Ортисом Рубио Ромеро был назначен Генеральным консулом Мексики в Испании.
В 1933—1935 годы в Мексике он занимал должность директора отдела записи актов гражданского состояния.
Во время правления революционного генерала Ласаро Карденаса (1934—1940) Ромеро снова занимал должность генерального консула в Испании. В Барселоне он познакомился с писателем, журналистом, будущим президентом Венесуэлы Ромуло Гальегоса (1948) и часто посещал собрания испанского Атенеума.
19 апреля 1937 года Лига революционных писателей и художников вручила ему награду за заслуги в области изящных искусств.
В том же 1937 году Ромеро был назначен послом Мексики в Бразилии.

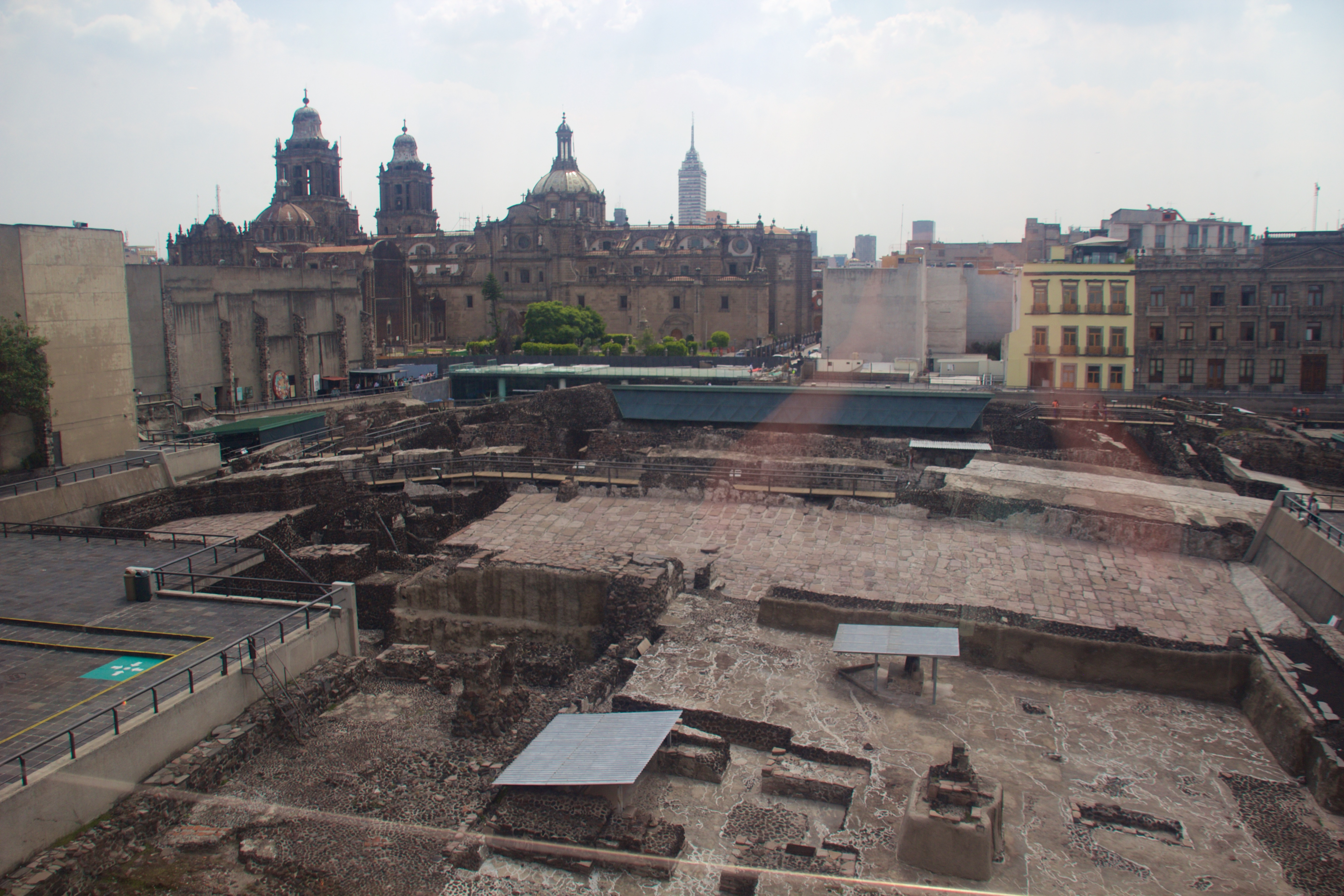
Мехико. Остатки Большого храма ацтеков

20 августа 1941 года он произнес речь в Мексиканской академии языка, названную «Образ женщины», посвященную памяти своей матери. 14 апреля 1943 года Ромеро выступил с речью в защиту американских народов, находящихся под контролем США, по этой причине он был снят с должности посла на Кубе.
Большому количеству испанских беженцев, желающих покинуть Доминиканскую Республику и переехать в Мексику, Ромеро помог оформить необходимые документы. В 1943-1944 годах работал ректором Мичоаканского университета Сан-Николас-де-Идальго
В 1944 году Хосе Рубен Ромеро уволился с дипломатической службы. Он был советником при президенте республики в период правления Мигеля Алемана (1946—1951).
14 июня 1950 года Ромеро был назначен членом Мексиканской академии языка, сменил поэта Федерико Эскобедо Тиноко, здесь он произнес свою речь под названием «Мои академические приключения». В 1951 года Ромеро занимался подготовкой Первого Конгресса академий испанского языка в Мехико, который проходил с 23 апреля по 6 мая 1951 года.
Хосе Рубен Ромеро скончался 4 июля 1952 года в Мехико в возрасте 62 лет от сердечного приступа. В первую годовщину его смерти Мексиканская академия языка почтила его память во Французском Пантеоне в Мехико.

## Главные темы творчества
Одна из основных тем творчества Хосе Рубена Ромеро — мексиканская революция.
Сюжет романа «Революция» охватывает период вооруженного восстания и в послереволюционный период (до 1940 года). в основе сюжетов романов «Десбандада», «Моя лошадь, моя собака и моя винтовка», «Невинные люди» и «Розендав» лежит тема революции (1910—1917). повествование Ромеро основано на личных переживаниях, на собственном опыте участия в революционных событиях в эти годы. В его творчестве есть место и ироничному юмору, но в целом его оценка событий неоптимистична, а потому даже юмор оказывается мрачным. Главные герои этих романов видят, что революция не оправдала их ожиданий, поскольку многие, например, мошенники и бандиты, воспользовались возникшим хаосом, чтобы улучшить свои дела. Город продолжал жить в нищете, а касики (вожди) ради собственного благополучия приспосабливались к новым политическим реалиям. Таким образом, произведения Ромеро доводят до сознания читателя мысль о том, что всякую революцию задумывают романтики, осуществляют фанатики, а пользуются ее плодами отпетые негодяи.
Еще одна из тем о повествования Ромеро — описание персонажей и сельских пейзажей. Ромеро описывает провинциальные традиции повседневной жизни и главных героев, беззащитных существ из народа (бродяг, безумцев и т. д.).
Язык произведений Ромеро богат, он впитал в себя народную мудрость, поговорки и идиомы, которые придают больше реализма его повествованию: «Его проза мудро собирает звуки народной речи».
Юмор — еще одна тема в творчестве Ромеро. Это впервые появляется в «Такамбаро». Он иронизирует над людьми и особенно над человеческими слабостями. Писатель использует и сатиру, чтобы высмеивать злоупотребления и обман сильных мира сего.
Проза писателя Ромеро не избегает и темы эротики и сексуального пробуждения молодежи.

## Произведения

### Поэзия
- Fantasías (1908)
- Rimas Bohemias, Hojas marchitas (Pátzcuaro, 1912)
- La musa heroica13 (Tacámbaro, 1915)
- La musa loca (Morelia, 1917)
- Alma heroica14 (Tacámbaro, 1917)
- Sentimental (México, 1919)
- Tacámbaro15 (México, 1922)
- Versos viejos (México, 1937)

### Новеллы
- Apuntes de un lugareño16 (1932)
- Desbandada (1934)
- El pueblo inocente17 (1934)
- Mi caballo, mi perro y mi rifle (1936)
- La vida inútil de Pito Pérez (1938)
- Una vez fui rico (1942)
- Algunas cosillas de Pitó Pérez que se me quedaron en el tintero (1945)
- Rosenda (1946)

### Очерки
- Anticipación a la muerte18 (1939)
- Rostros (1942)

## Экранизация произведений
- La vida inutil de Pito Pérez (Никчёмная жизнь Пито Переса — 1944,1948, 1956, 1970).
- Rosenda (Росенда — 1948).